# École des peintres de Poto-Poto
L’école des peintres de Poto-Poto est une école de peinture fondée dans le quartier de Poto-Poto à Brazzaville, par Pierre Lods en 1951. 
Elle compte des peintres de réputation internationale comme Marcel Gotène, François Thango, François Iloki, Philippe Ouassa, Joseph Dimi, Nicolas Ondongo, Jacques Zigoma, Eugène Malonga, André M'Bon et Michel Hengo. 

## Historique

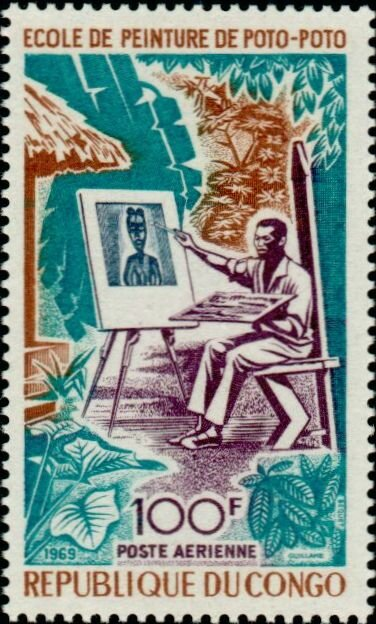
Timbre émis par la République du Congo en 1970.

Pierre Lods, neveu de Jean Lods, arrive à Brazzaville en 1949 accompagné d'ethnologues venus étudier les pygmées de la région d'Owando. Il y installe un atelier de peinture en 1951. Lods n'impose aucune règle artistique à ses élèves et préfère laisser exprimer leur spontanéité créatrice. Un petit groupe composé de Faustin Kitsiba, Eugène Malonga, Guy Léon Fylla,  Albert Bandila, François Thango, François Iloki, Philippe Ouassa, Nicolas Ondongo, Jean Balou et Hilaire Banza se forme autour de Lods. Sous l'influence de Félix Ossali, le premier élève de Lods, le style Miké, qui signifie « petit » en lingala, se développe.  Composé de petits personnages aux formes schématiques et élancées, il n'est pas sans évoquer les peintures rupestres du Tassili. La mode du style Miké se situe, selon Jean-Baptiste Tati-Loutard, entre 1950 et 1954. Ce style, facilement reconnaissable est encore aujourd'hui la signature de l'école. Il sera recopié dans toute l'Afrique La reconnaissance de l'école dépasse rapidement les frontières du Congo. La première exposition collective a lieu en 1952 à la galerie Palmes à Paris. La consécration a lieu en 1955-1956 lors de l'exposition au MoMA de New-York. Elle se confirme en 1958, quand Lods envoie plusieurs membres représenter l'école de Poto-Poto à l'Exposition Universelle de Bruxelles. 
Le départ de Lods pour le Sénégal après 1960 coïncide avec l'indépendance du Congo. Les subventions étant coupées, Nicolas Ondongo prend la direction de l'école qui élargit le champ de ses recherches artistiques et s'organise en coopérative pour assurer son indépendance financière. Les styles se diversifient, allant du réalisme au fantastique. Une nouvelle génération d'artistes comme Rémy Mongo Etsion, Sylvestre Mouandza, Michel Hengo, Guy Léon Fylla, Joseph Dimi, Marcel Gotène, Emile Mokoko, Jacques Zigoma, David Makoumbou, Adam Rolian Opou et Michel Miangounina affirment rapidement leur indépendance et représentent tour à tour le monde chatoyant des villages, les chasses, les guerres, les danses, la savane et les grandes forêts.
Des tableaux signés de Marcel Gotene (n°33/60), Jacques Zigoma (n°29/60) et Eugène Malonga (n°40, 41 et 42/60) figurent à compter de 1960-1963 parmi les collections de la Case de Gaulle, résidence de l'ambassadeur de France à Brazzaville.
Aujourd'hui, la deuxième génération de peintres de l'École de Poto-Poto assume pleinement son héritage, oscillant de la tradition africaine vers la modernité universelle. Ne se limitant plus à une production de « mikés » (toujours très attractifs, qu'ils réaniment et dont ils proposent une lecture différente), ou à des sujets traités en aplats, généralement cernés de noir à la manière de leurs aînés, ou encore à des thèmes rituels, la recherche chromatique et stylistique étant prédominante, ils se lancent dans des productions de style plus naturaliste, impressionniste ou abstrait. Ils peignent la vie quotidienne au village, à la ville, au marché, en forêt... Certains artistes proposent une peinture à message social (démocratie, prostitution…). Et lorsque les tubes de couleurs viennent à manquer, ils n'hésitent pas à utiliser des pigments naturels (argile, charbon, sciure de bois, résine…). Leurs œuvres portent toujours le sigle PPP (Peintre de Poto-Poto). Si l'un d'entre eux vend, 30 % reviennent automatiquement dans une caisse collective, afin d'assurer le bon fonctionnement de l'École… Ils se nomment Pierre Claver N'Gampio, Sylvestre Mangouandza, Jacques Iloki, Gerly Mpo, Antoine Sitta, Adam Opou, Serge Dezon, Laeticia Mahoungou, Thierry Bongoualenga, René Bokoulemba, Romain Sylvère Mayoulou, Vanessa Agnagna, Albin Massa, Aris Dihoulou. 
Après Ondongo, Pierre Claver Ngampio dirige l'école jusqu'à sa mort en 2009. Depuis les années difficiles de la guerre civile, l'école renaît de ses cendres et se féminise avec une nouvelle génération d'artistes comme Serge Mienandi, Aurélie Diansayi, Annie Moundzota, Laurentine Ngampika et Vanessa Agnagna. En 2002, l'école a reçu la médaille Picasso de l'Unesco.
En 2014, le centre national d'art et de culture Georges Pompidou - Beaubourg de Paris expose les chefs-d'œuvre de Marcel Gotene (Gouache sur toile sans titre), Nicolas Ondongo (Marché en AEF)  et Jacques Zigoma (Retour du Marché) dans le cadre de l'exposition "D'une rive à l'autre".